# Station Berga-Kelbra
Station Berga-Kelbra is een spoorwegstation in de Duitse gemeente Berga. Naast deze gemeente bedient het ook de buurgemeente Kelbra.   